# Dani Samuels
Dani Samuels (Fairfield, 26 de maio de 1988) é uma ex-atleta australiana campeã mundial do lançamento de disco.
Campeã mundial júnior em 2006, ela disputou como adulta no mesmo ano os Jogos da Commonwealth conquistando uma medalha de bronze. Conquistou a medalha de ouro no Campeonato Mundial de Atletismo de 2009 em Berlim, tornando-se, aos 21 anos, a atleta mais jovem a ser campeã mundial nesta modalidade.
Conquistou duas medalhas de ouro em edições seguidas dos Jogos da Commonwealth, Glasgow 2014 e Gold Coast 2018, e outra medalha de prata no Campeonato Mundial de Atletismo de 2017, em Londres. Participou de quatro Jogos Olímpicos sem conseguir medalhas – sua melhor colocação foi um 4º lugar na Rio 2016  – e encerrou a carreira após os Jogos de Tóquio 2020.
Sua melhor marca pessoal – 69,64 m – é o recorde da Austrália e da Oceania.